# Лоредано, Пьетро
Пьетро Лоредано (итал. Pietro Loredan) (1482 — 3 мая 1570) — 84-й венецианский дож.

Герб Пьетро Лоредано

## Биография
За свою жизнь Лоредано занимал несколько административных должностей. Был подеста в Вероне, советником в Совете десяти, заместителем дожа во время болезней своих предшественников.
Лоредано стал дожем 26 ноября 1567 года во многом благодаря своему сопернику Альвизе I Мочениго: когда во время выборов тот увидел, что проигрывает, он предпочёл снять свою кандидатуру и проголосовать за престарелого Лоредано, рассчитывая выиграть время и в недалёком будущем стать его преемником. Так и случилось.
Новый дож неохотно принял бразды правления в свои руки, но управлялся с ними вполне уверенно. Когда в 1568 году римский папа под угрозой отлучения потребовал закрыть некатолические церкви в Венеции и изгнать некатоликов со своей территории, правительство ответило отказом и вступило в длительные переговоры с Римом, которые увенчались успехом.
20 марта 1570 года Лоредано не принял ультиматума султана Османской империи Селима II, в котором тот требовал отдать Кипр. Предыдущий год для Венеции был неудачным: неурожайным, к тому же в сентябре 1569 года в результате пожара серьёзно пострадал Арсенал. Пожар на Арсенале и длительный период мирного существования подорвали венецианскую военную мощь. Несмотря на это Лоредано ответил категорическим отказом, и уже в июне на верфях со стапелей были спущены более 100 кораблей для отражения османской угрозы.
Всю вину за свалившиеся на город напасти (пожар, голод, угроза войны) народ возлагал на дожа. Когда он умер (3 мая 1570 года), правительство, опасаясь беспорядков, не решилось проводить траурные мероприятия на государственном уровне, и церемония похорон была проведена в частном порядке. Дож был похоронен в церкви Святого Джоббе, его останки не сохранились, так как в начале XIX века церковь серьёзно пострадала.